# Фестим Халили
Фестим Халили (на албански: Festim Halili; на македонска литературна норма: Фестим Халили) е политик от Северна Македония от албански произход.

## Биография
Роден е на 5 май 1984 г. в Тетово. Учи в Университета на Югоизточна Европа и в Техническия университет в Мюнхен. От 2009 г. е младши асистент в Университета за Югоизточна Европа и Международния балкански университет. През 2011 г. завършва магистратура по съвременни науки и технологии в Университета на Югоизточна Европа. На следващата година става асистент в катедрата по информатика към същия университет. През 2014 г. защитава докторат в Royal Holloway University of London & Tirana University. Същата година става доцент към Университета за Югоизточна Европа и Международния балкански университет. От 2016 г. е вицепремиер в Правителството на Република Македония, отговарящ за изпълняване на Рамковия договор.